# كنوز الملك سليمان (رواية)
كنوز الملك سليمان (بالإنجليزية: King Solomon's Mines) ، رواية شهيرة نشرت أول مرة عام 1885 من تأليف الكاتب السير هنري رايدر هاجرد Henry Rider Haggard ، وهو كاتب شهير من العصر الفكتوري ، وهي تحكي عن رحلة في مناطق غير مكتشفة من أفريقيا ومناطق بلاد الشام مثل عفرة في شمال الأردن والقريبة من نهر اليرموك يقوم بها مجموعة من المستكشفين يقودهم ألان كواترين في البحث عن أخ مفقود لأحد أفراد المجموعة. وتكمن أهميتها كونها أول رواية خيالية تدور أحداثها في أفريقيا وتعتبر مصدر إلهام لأدب العالم المفقود .

## اقرأ أيضاً
- هنري رايدر هاجرد
- ألان كواترمين

## وصلات خارجية
- كنوز الملك سليمان على موقع الموسوعة البريطانية (الإنجليزية)

- (بالإنجليزية) نص حر لرواية كنوز الملك سليمان من مشروع جوتنبرج